# Montigny-lès-Cherlieu
Montigny-lès-Cherlieu là một xã ở tỉnh Haute-Saône trong vùng Bourgogne-Franche-Comté phía đông nước Pháp.